# Paul Berende
Paul Berende (Oosterhout, 1 april 1989) is een Nederlands professioneel pokerspeler. Hij won onder meer het €1.500 No Limit Hold'em-toernooi van de Master Classics of Poker 2009 in Amsterdam (goed voor een hoofdprijs van $224.494,-) en het €1.500 No Limit Hold'em - Main Event van de Dom Classics 2010 in Utrecht (goed voor $141.271,-). Berende won tot en met juli 2015 meer dan $1.750.000,- in live pokertoernooien (cashgames niet meegerekend). 
Berende speelde zich op het €5.000 No Limit Hold'em - Main Event van de EPT San Remo 2010 voor het eerst in het prijzengeld op een toernooi van de European Poker Tour. Hij werd er veertiende, goed voor $40.759,-. Twee maanden later speelde hij zich in het $1.000 No Limit Hold'em-toernooi van de World Series of Poker 2010 voor het eerst in het geld op een WSOP-toernooi. Daar werd hij toen 248e (van 3289 deelnemers), goed voor $2.072,-.
Naast live speelt Berende online, (meestal) onder het pseudoniem 'Padjes'. Zo won hij meermaals het $109 Rebuy-toernooi van PokerStars.com en was hij er verliezend finalist in de Sunday 500 (achter Believer82). Zijn tweede plaats was toch goed voor $63.500,-. Zijn internetnaam nam hij over van een vriend, die onder hetzelfde pseudoniem op een andere pokersite actief was.